# Cinzelação
A Cinzelação é o processo de esculpir em pedra para alcançar a formação de objetos em três dimensões. A escultura em pedra é uma atividade tão antiga quanto o homem, praticada desde a pré-história até os dias de hoje. As primeiras culturas utilizavam técnicas abrasivas, mas a tecnologia utiliza como técnicas básicas o uso do martelo e do cinzel (daí a expressão cinzelada) como ferramentas básicas para a escultura de pedra. As pedras normalmente disponíveis são:
O mármore, tem uma superfície de grande translucidez, comparável à pele humana. É essa translucidez que dá uma escultura em mármore uma profundidade visual além da sua superfície e isto invoca certo realismo, quando utilizado para obras figurativas. O mármore também tem a vantagem de ser um mineral relativamente macio e fácil de trabalhar. 
Outro mineral utilizado é o calcário, mais duro e mais durável, que não permite os detalhes do mármore, mas é mais resistente. 
Os métodos de trabalho são dois: o método direto, no qual o artista seleciona a pedra e atua diretamente sem uso de modelos e o método indireto, quando o escultor começa com um modelo, feito geralmente de gesso ou argila, a ser copiado na pedra com o auxílio de instrumentos de precisão. O processo de esculpir inicia com o desbaste da pedra, passando após refino, no qual as peças são trabalhadas na sua superfície e, finalmente, o polimento, que dá o acabamento final.